# Григорьевское восстание
Григорьевское восстание (Григорьевский мятеж, григорьевщина, Майский военно-политический кризис в УССР) — крупнейшее восстание против советской власти на Украине в мае 1919 года,  последовавшее за выступлением дислоцировавшихся в Херсонской губернии частей 6-й Украинской советской дивизии под командованием комдива Никифора Григорьева (Григорьева-Серветникова). Одно из самых масштабных восстаний против красных за весь период Гражданской войны.
Основные события восстания протекали с 7 по 31 мая 1919 года. Наряду с действиями подчинённых Григорьеву армейских частей они сопровождались волной антисоветских выступлений, волнений и восстаний во всех губерниях УССР, а также резкой активизацией атаманского повстанческого движения.
Широкомасштабные выступления крестьян и повстанцев привели к дестабилизации советского режима (Майский военно-политический кризис в УССР). Наряду с Вёшенским восстанием, майские события на Украине сыграли ключевую роль в развале советского тыла на Южном фронте Гражданской войны летом 1919 года и последовавших успехах Вооружённых сил Юга России, а также в срыве планов военного вмешательства Советской России в Румынии и Венгрии для оказания помощи венгерской революции.

## Предпосылки восстания
После падения гетманского правительства (декабрь 1918) сменившему его режиму Директории не удалось создать устойчивые регулярные воинские формирования. Армия Директории (Армия УНР) состояла из разрозненных партизанских частей крестьян-повстанцев, участвовавших в антигетманском восстании. Как правило, эти части возглавлялись авторитетными лидерами («атаманами»). 
В ходе наступления Красной армии на Украине зимой 1918/1919 года повстанческие части, разочарованные политикой национального правительства и привлечённые социальными лозунгами советской власти, массово переходили на сторону большевистского правительства Советской Украины. Такой же поворот настроений наблюдался и на селе в целом. Как правило, повстанческие соединения, объявившие о своей советской ориентации — в полном составе, во главе со своими командирами («атаманами», «батьками») — по взаимному соглашению включались в состав армии Советской Украины, номинально получая воинский номер и наименование, с последующим приведением повстанческих частей к штатам Красной армии и назначением комиссаров-большевиков. Одним из наиболее крупных повстанческих объединений, вошедших в Украинскую советскую армию, была ранее входившая в состав армии УНР Херсонская партизанская дивизия «Атамана повстанческих войск Херсонщины, Запорожья и Таврии» Н. А. Григорьева, ставшая 1-й Заднепровской Украинской советской бригадой, а впоследствии 6-й Украинской советской дивизией. В феврале—апреле 1919 части Григорьева активно действовали на юге Украины, принудив французские и греческие войска последовательно оставить Херсон, Николаев, Одессу.
Повстанческие соединения, преобразованные в полки, бригады и дивизии, формировались по территориальному принципу, содержались за счёт добровольных пожертвований и проводимых «атаманами» реквизиций продовольствия, одежды, лошадей, повозок, сбруи и др. у местного населения (ввиду почти полного отсутствия «казённого» обеспечения) и продолжали сохранять внутреннюю автономию. Мобилизация в такие красноармейские части, созданные за счёт местного украинского крестьянства, и служба в них популярностью среди украинских крестьян не пользовалась, тем более что денежное довольствие командиров низшего и среднего звена было ничтожным. Поэтому в условиях развала экономики и торговли выплата «атаманами» своим подчинённым довольствия товарами повседневного спроса, реквизированными и доставшимися как трофеи, была одним из условий сохранения боеспособности формально регулярных, а фактически повстанческих формирований (самовольное мародёрство повстанческими командирами сурово пресекалось).
В первые месяцы 1919 года «советские атаманы» (полевые командиры) продолжали играть не только военную, но и политическую роль. Представители «махновцев», «григорьевцев», других формирований зачастую были членами политических партий, занимали административные должности в уездных и волостных органах власти, принимали активное участие в региональных съездах советов, выступали перед населением, поддерживали контакты с украинскими коммунистами. Григорьев, например, тесно сотрудничал с украинскими левыми социалистами (украинскими левыми эсерами, «незалежниками» и др.), Махно — с анархистами.
В марте—апреле 1919 г. изначально «просоветские» настроения украинского села быстро меняются. Проведение мер политики «военного коммунизма» (продовольственная монополия, продразвёрстка и вывоз в большом количестве продовольствия за пределы Украины, насаждение коллективных форм земледелия — так называемых «коммун») приводит к быстрому распространению на селе антисоветских и радикально оппозиционных настроений и действий. Тысячи крестьян погибли от рук бесконтрольно действовавших уездных и прифронтовых ЧК, «летучих» карательных отрядов ЧК и ревтрибуналов. Бюро украинской советской печати сообщало о «ненужной жестокости ЧК в сёлах» — о порках, грабежах, расстрелах. Большевики теряют позиции в местных советах, крестьяне переходят к активным формам сопротивления. Антибольшевистская агитация, волнения, погромы, вооружённые выступления, действия повстанческих формирований отмечаются во всех губерниях УССР. По данным НКВД УССР, в апреле происходит 93 крупных выступления. Наряду с быстрым нарастанием количества крестьянских антиправительственных выступлений, они приобретают всё более радикальные и организованные формы.
Вновь активизируется «атаманщина». Разворачивают деятельность отряды Зелёного, Струка, Ангела и др. По оценке Х. Раковского, большинство атаманов активизировались в первой половине апреля. Повстанческое движение поддерживает коммунист комбриг Богунский, подписавший в апреле 1919 антибольшевистское воззвание «К крестьянам и рабочим Украины» Всеукраинского революционного комитета, созданного в Сквире.
Создание политических механизмов, которые делали недействующей на практике прямую демократию советов, позволяли проводить на Украине большевистскую аграрную и продовольственную политику. Советские органы власти на селе, лишаясь поддержки масс крестьянства, быстро разлагались. Систематические роспуски Советов и политические репрессии приводили к окончательному исчезновению политической ответственности избираемых органов власти. В Советах утверждался назначаемый большевистскими партийными ячейками состав. В советском аппарате всё большее участие принимали разного рода назначенцы, люмпены, карьеристы и коллаборационистские элементы. В большевистской политической риторике тех лет это явление получило название «комиссародержавия». В советских органах власти процветало пьянство. Большой размах приобрела системная коррупция, особенно заметная в деле проведения продовольственной монополии. В государственном аппарате формировались национально-корпоративные группы.
…Вследствие поголовного разгона всех советов, где не было большинства коммунистов, и назначения коммунистических ревкомов и ЧК, угрожающе возрастает антисемитская пропаганда…

Настроения крестьянства формулируются словами: вот дождались — ждали большевиков, а тут какая-то жидовская коммуна…из письма М. Н. Полоза наркому по делам национальностей РСРФСР И. Сталину, 15 февраля 1919 г.
Продразвёрстка, принудительное изъятие продовольствия, насаждение коммун часто осуществлялось руками активистов, не принадлежавших к коренному населению края (русскими, евреями, латышами, китайцами, бывшими военнопленными армий Центральных держав, представителями среднеазиатских народностей, в 1915—1917 гг. ввозившихся для работы на промышленных предприятиях), что провоцировало рост антисемитизма, русофобии и ксенофобии в среде крестьянства. При подавлении крестьянского движения СНК УССР всё больше опирался на т. н. «интернациональные» части — Полтавский румыно-венгерский полк, немецкий отряд «спартаковцев», Интернациональную бригаду, и части, переброшенные из Центральной России (3-я стрелковая дивизия и др.).
СНК УССР и командование РККА не успевали реагировать на быструю смену ситуации на Украине, стремясь одновременно решить несколько амбициозных задач: обеспечить крупные поставки продовольствия с Украины на безвозмездной основе (что требовало проведения продразвёрстки и продовольственной монополии), разгромить Добровольческую армию в операциях на юге Донецкого бассейна и осуществить вторжение в Европу для поддержки советского режима в Венгрии. Для последней задачи планировалось использовать 6-ю Украинскую советскую дивизию Н. А. Григорьева, пользовавшегося авторитетом крупного советского военачальника.
Смена настроений на селе непосредственно сказывалась на ситуации в частях Красной армии, основу которой составляли украинские повстанческие отряды. В конце апреля — первых числах мая 1919 г. в армии усиливаются беспорядки: фиксируются многочисленные «бесчинства», мародёрство, погромы, самовольные реквизиции, вплоть до антисоветских выступлений отдельных частей. 
СНК УССР продолжительное время не реагировал даже на прямые обращения самого Григорьева, указывавшего на рост крестьянского недовольства политикой советского правительства и на своё личное неприятие проводимого курса.
Если в марте—апреле наиболее острым было положение в губерниях Центральной Украины — Киевской, Полтавской, Черниговской, то в конце апреля — начале мая резко обостряется ситуация на Юге. Части 6-й Украинской советской дивизии, отведённые для переформирования в родные для них места Херсонщины и Елизаветградщины, принимают активное участие в крестьянских волнениях, оказывают вооружённое сопротивление действиям продотрядов и советских активистов. В первых числах мая была парализована деятельность Херсонского губпродкома, были разогнаны Елизаветградский исполком и партком, расстреляны коммунисты, в Николаеве было объявлено чрезвычайное положение, была разогнана Александрийская ЧК. В Криворожском уезде разгон большевистских советов и убийства коммунистов приняли массовый характер. 1 мая бронепоездом 6-й Украинской советской дивизии был обстрелян Елизаветград, 2 мая начался погром на ст. Знаменка, 4—6 мая погромы прокатились по Елизаветграду, Александрии, ст. Долинской.

## Ход восстания

### Начало восстания. Универсал
В этой обстановке в конце апреля 1919 г. СНК был принят декрет, отменяющий выборность командного состава.
7 мая 1919 г. Григорьев получил категорический приказ командарма 3-й Украинской советской армии Н. А. Худякова прекратить беспорядки или сложить полномочия комдива. Чекисты Особого отдела армии пытались арестовать Григорьева, но были схвачены и расстреляны солдатами, что подтолкнуло его к решительным действиям. В григорьевских частях были арестованы коммунисты-политработники, 8 мая М. Григорьев издал Универсал «К народу Украины и бойцам Красной армии», где призвал к общему восстанию против большевистской диктатуры на Украине и объявил о целях своей борьбы: против продовольственной диктатуры, за основные свободы, за власть советов при отсутствии диктатуры как справа, так и слева.

### Наступление григорьевцев на Центральной Украине
9 мая 1919 года григорьевские части развернули наступление из района Знаменка-Александрия в трёх основных направлениях:
- на Екатеринослав (ком. Ю. Тютюнник)
- на Киев (ком. Павлов)
- на Елисаветград (ком. Горбенко)

отдельными отрядами — на Одессу и Полтаву.
Группе Павлова 9—11 мая удалось захватить Кременчуг, Чигирин, Золотоношу. Местные советские гарнизоны присоединились к восставшим и не допустили эвакуации ценностей, оружия и амуниции. В Черкассах к восставшим присоединился 2-й советский полк. Над Елизаветградом, контроль был установлен 8 мая.
10—14 мая григорьевцами были захвачены Умань, Помошная, Новомиргород, Тараща, Корсунь, Александрия, Балта, Ананьев, Кривой Рог, Кобеляки, Яготин, Пятихатки, Хрестиновка, Литин, Липовец, Гребинка. В Павлограде восстали солдаты 14-го полка Красной Армии. В Казятине перешёл на сторону Григорьева Нежинский полк. В Лубнах восстал 1-й полк Червонного казачества, разгромивший ЧК, тюрьму и банк. О поддержке Григорьева объявила большевистская партийная организация г. Лубны.
На Екатеринославском направлении, 11 мая, к восставшим присоединился гарнизон Верхнеднепровска. В штабе 2-й советской армии началась паника, и он покинул Екатеринослав, скрывшись на станции Синельниково. Попытки организовать оборону Екатеринослава успеха не имели. Началось общее бегство. 12 мая в городе восстал Черноморский полк матроса Орлова и конный отряд анархиста Максюты; оставшиеся верными большевикам части и советские учреждения покинули город. 15 мая Екатеринослав вновь был захвачен частями РККА под командованием Пархоменко; каждый десятый пленный был ими расстрелян. В преддверии новых расправ, пленные «григорьевцы» подняли бунт в тюрьме и, объединившись с уголовниками, разгромили тюрьму, захватили часть города, снова впустив в Екатеринослав отряды Григорьева.
В занятых городах разгонялись большевистские советы и ЧК, расстреливались коммунисты. Проходили погромы и убийства евреев и русских. В Елисаветграде 15 мая «за поддержку коммун» было убито, в том числе выпущенными из тюрьмы уголовниками, несколько сотен евреев и русских; около 400 человек погибло в Умани 13—15 мая; аналогично — Кременчуге, Черкассах, Новом Буте, Александрии. В Екатеринославе и его предместьях было убито около 150 русских и 100 евреев.
13 мая на сторону восставших крестьян с. Христиновка перешла команда бронепоезда «Черноморец № 1», выдвинувшая лозунг «Долой жидов и кацапов, пусть живёт независимая Украина!»; 15 мая началось восстание в Белой Церкви, 16 мая восстали матросы Очакова, и тогда же в Херсоне власть захватил переизбранный исполком Советов во главе с левыми эсерами (украинскими и русскими), которые присоединились к восстанию. На его сторону перешёл городской гарнизон — 2-й полк и полк им. Дорошенко. На протяжении двух недель Херсон был «независимой советской республикой», боровшейся против большевиков. 16 — 17 мая вспыхнуло восстание Уманского гарнизона..
Не присоединившиеся к григорьевцам части РККА проявляли ненадёжность и антибольшевистские настроения. Повстанческие части разгоняли ЧК и большевистские советы, устраивали погромы, расстреливали коммунистов. Резко возросло дезертирство, достигавшее 30 %. Велика была опасность перехода всех украинских советских армий на сторону Григорьева.
Принявший участие в борьбе против григорьевцев Богунский полк 1-й Украинской советской дивизии 23 мая устроил погром в г. Золотоноша, солдаты полка расстреливали коммунистов. Солдаты 1-го и 9-го полков задерживали, избивали и расстреливали коммунистов и евреев. 22-й и 151-й советские полки в Радомышле устроили массовые грабежи и избиения коммунистов.
«По существу любой наш полк (в мае 1919 г.) мог поднять против нас восстание, и подчас не всегда было понятно, почему та или иная часть борется на нашей стороне, а не против нас».

В. Затонский
В восстании участие также приняла участие 1-я белорусская бригада во главе с Павлом Вентом.
Успехи григорьевцев вызвали активизацию повстанчества во всей Украине. Атаман полковник Волынец, воспользовавшись большевистским декретом про мобилизацию, сам мобилизовал крестьян и взял Гайсин. В середине мая атаманскими формированиями занимались уездные центры Умань (Щигрин, Клименко), Липовец (Магомет), Брацлав (Волынец), Германовка, Обухов (Зелёный), Тульчин, Литин. Повстанцами были блокированы Тараща, Фастов, Бердичев. Крупные восстания произошли в Балтском, Ольгопольском, Ямпольском уездах.
«…В критический момент солдатам выдали спирт, комиссар Кондратюк пьяный валялся в заразном бараке»

Из информационного сообщения НКВД УССР про взятие Гайсина, май 1919 г.
20 мая восставшие взяли Винницу и Брацлав. Атаманы Орлик и Шепель поддержали Григорьева. В Николаеве восстали матросы и солдаты гарнизона во главе с левыми эсерами. Они разогнали ЧК, органы власти, большевистские комитеты и впустили в город григорьевцев. Возглавили восстание матросы Евграфов и Проскуренко (это восстание в 20-х годах называли Южным Кронштадтом). В Александровске солдаты Красной армии, посланные на борьбу с Григорьевым, заявили, что воевать с ним не будут, и разогнали ЧК, освободили повстанцев из тюрем. Так же поступил полк 1-й украинской советской армии, посланный против Григорьева. Его солдаты разгромили большевиков в Бердичеве и Казатине и угрожали «пойти на Киев».
«…Среди красноармейцев ходят упорные слухи, что инициатором восстания является не Григорьев, а сами крестьянские массы, недовольные чрезвычайными комиссиями и комиссарами-„жидами“…»

Из сообщения в СНК УССР о настроениях на местах, май 1919 г. 
Готовилась эвакуация советских учреждений Киева, Полтавы, Одессы. В большевистском руководстве обсуждалась возможность создания коалиционного правительства с украинскими левыми социалистическими партиями.

### Перелом. Поражение григорьевских частей

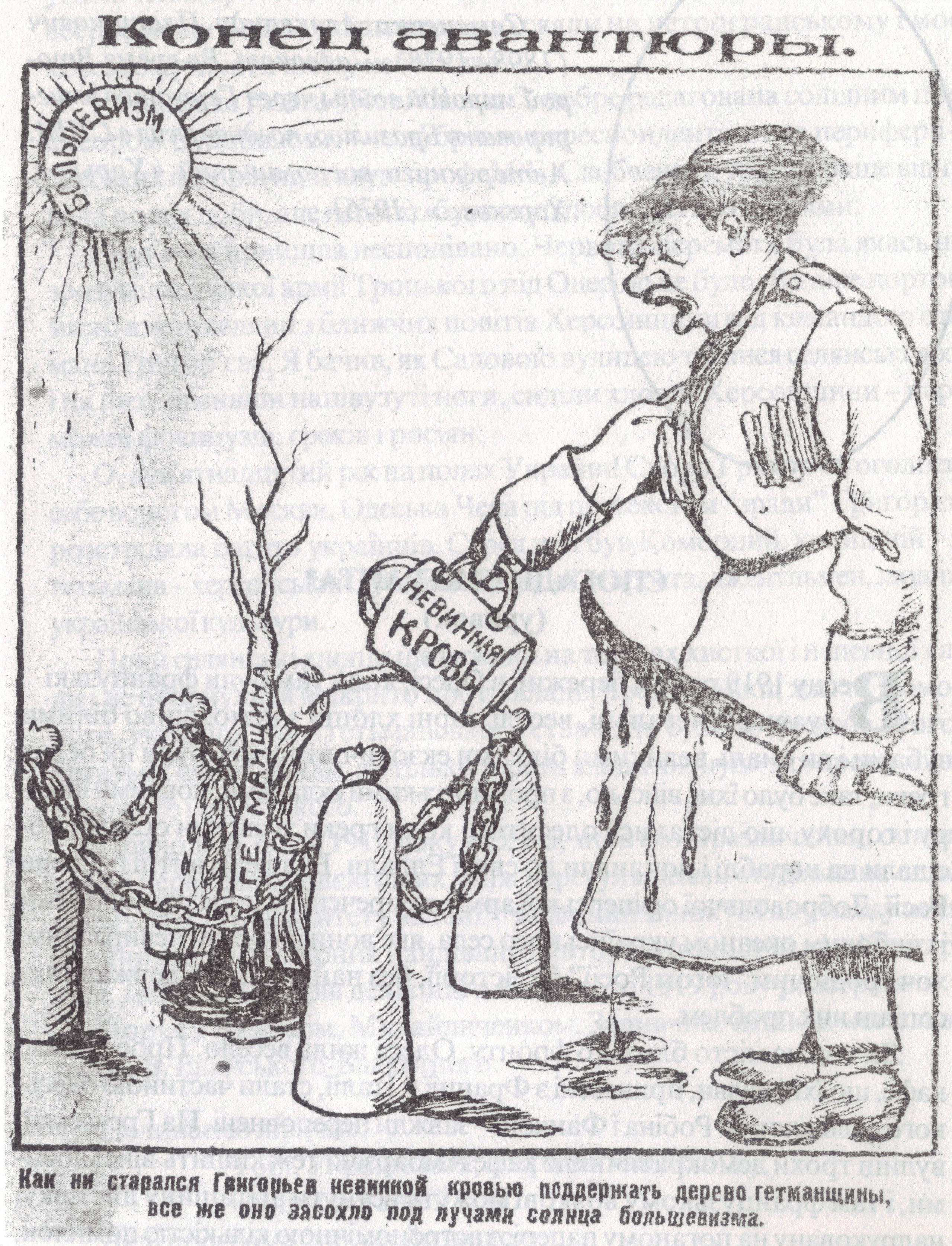
Советская карикатура на атамана Григорьева. Май 1919

Для борьбы с восстанием, большевистское правительство предпринимало чрезвычайные меры: прошла мобилизация коммунистов, рабочих, советских служащих, комсомольцев и членов еврейских социалистических партий. Около 10 тысяч солдат было срочно направлено из России.
Уже 14 мая три группы войск (30 тысяч солдат), под командованием К. Ворошилова и А. Пархоменко, начали общее контрнаступление из Киева, Полтавы и Одессы. 18 мая Совет Обороны Советской Украины провозгласил террор против партий украинских левых эсеров и украинских социал-демократов «незалежников», как вдохновлявших восстание.
12 мая Лев Каменев направил телеграмму Нестору Махно, выдержанную в явно недоверчивом тоне: «Изменник Григорьев предал фронт. Не исполнив боевого приказа, он повернул оружие. Подошёл решительный момент — или вы пойдёте с рабочими и крестьянами всей России, или откроете фронт врагам. Колебаниям нет места. Немедленно сообщите расположение ваших войск и выпустите воззвание против Григорьева, сообщив мне копию в Харьков. Неполучение ответа буду считать объявлением войны. Верю в честь революционеров — Вашу, Аршинова, Веретельникова и др.».
«Батько» дал довольно двусмысленный ответ: «Честь и достоинство революционера заставляют нас оставаться верными революции и народу, и распри Григорьева с большевиками из-за власти не могут заставить нас оставить фронт». После того, как лазутчики, направленные Махно в район григорьевского мятежа, были перехвачены властями, окончательное определение махновцами своего отношения к Григорьеву затянулось до конца мая. В своём воззвании «Кто такой Григорьев?» Махно подверг сомнению «Универсал» мятежников: «Братья! Разве вы не слышите в этих словах мрачного призыва к еврейскому погрому?! Разве вы не чувствуете стремления атамана Григорьева порвать живую братскую связь революции Украины с революционной Россией?». При этом Махно возложил ответственность за случившееся на действия большевистских властей: «Мы должны сказать, что причины, создавшие всё движение Григорьева, заключаются не в самом Григорьеве… Всякое сопротивление, протест и даже самостоятельное начинание душились чрезвычайными комиссиями… Это создало в массах озлобление, протест и враждебное настроение к существующему порядку. Этим воспользовался Григорьев в своей авантюре… требуем к ответу коммунистическую партию за Григорьевское движение».
Тем не менее уже во второй половине мая григорьевских повстанцев неожиданно быстро удалось разгромить и локализовать в степных районах Херсонщины. 19 мая группа кременчугского направления под командованием П. В. Егорова заняла Кременчуг, а Днепровская военная флотилия — район Черкасс. С юга наступали части Дыбенко и Пархоменко. Соединившись с группой Егорова, они заняли Кривой Рог, станцию Долгинцево. Силами трёх «красных» войсковых групп удалось окружить район восстания.
21 мая григорьевцы потерпели поражение под Киевом. 22 мая красными была занята Александрия — центр восставших. 23 мая была взята Знаменка, 26-31 мая части одесского направления (командир В. Голубенко) вытеснили григорьевцев из Николаева, Очакова, Херсона. Херсонский полк восставших сдался, и его командир был расстрелян. Тогда же были расстреляны ближайшие единомышленники атамана Григорьева — Горбенко и Масенко. В конце мая основные силы Григорьева окончательно переходят к тактике партизанской войны. Ю. Тютюнник с двумя тысячами восставших («Повстанческий кош») оторвался от главных сил Григорьева и, выйдя к местечку Шпола, увёл свой отряд на соединение с силами Петлюры. 14 июля «кош» Тютюнника влился в армию УНР. Из 15-23 тысяч повстанцев у атамана осталось чуть более трёх тысяч, ещё около двух тысяч ушли к различным мелким местным атаманам, которые номинально считали Григорьева своим вождём.
Григорьев с несколькими отрядами закрепился в Херсонской губернии (район Знаменки, Александрии и Елисаветграда) и повёл партизанскую войну против большевиков. Общая численность отрядов, рассеянных по губернии и находившихся под его влиянием, достигала нескольких тысяч человек. Отряды эти совершали налёты на небольшие красноармейские части, разоружали их, занимали местечки, разрушали железные дороги.

## Итоги и последствия

### Политика СНК УССР после подавления восстания
После поражения М. Григорьева, правительство УССР осуществило попытку коррекции своего политического курса. По требованию ЦК РКП(б) в состав СНК УССР были введены представители партии боротьбистов.
Наращиваются усилия по реорганизации армии. В июне 1919 года были ликвидированы Украинский советский военный комиссариат (министерство) и Украинский фронт, за серьёзные просчеты были отстранены командующий фронтом В. Антонов-Овсеенко и член РВС фронта Е. Щаденко, командующие трёх украинских советских армий — С. Мацилевский, А. Скачко, Н. Худяков. Все три украинские советские армии были переформированы в обычные номерные стрелковые дивизии, причем большинство командиров отстранили от дел или репрессировали. 6 июня, несмотря на заявления о преданности «революционному делу», был объявлен «вне закона» Н. Махно, а его начальник штаба и семь командиров расстреляны. Был расстрелян комбриг А. Богунский. При спорных обстоятельствах погибли комдив Н. Щорс, комбриги В. Боженко, Т. Черняк. Структура и управление РККА на Украине унифицировались.
СНК УССР продолжал проведение «жёсткого курса»: на Украине не были отменены хлебная монополия и продразвёрстка.

### Причины поражения Григорьева
В ходе григорьевского восстания была повторена ситуация лета—осени 1918 года. Созданные из крестьян крупные войсковые формирования были неустойчивы. Встретив организованное сопротивление противника, они рассыпались на мелкие отряды и переходили к партизанской тактике борьбы. В повстанческих силах Григорьева чувствовался острый дефицит офицерского состава всех уровней («золотопогонников») и военнослужащих — носителей городской культуры. Таким образом, сказывался характерный для «украинской революции» разрыв между городом и селом.
В ходе восстания проявилась разрозненность повстанческого движения, в основном ориентированного на харизматических атаманов. Не поддержали Григорьева Махно, Щорс и другие выдвинувшиеся в борьбе с режимом гетмана П. Скоропадского лидеры повстанческого движения. Х. Раковский в конкуренции «атаманов» видел причину, не позволившую восстанию охватить всю Красную армию на Украине.
К успеху повстанчества не располагала политическая ситуация на Украине. На юго-востоке Украины были влиятельны анархистские группы, связанные с махновским движением. Имея непоследовательную программу утверждения «свободных советов» и безвластного общества, анархисты руководствовались решениями Курской конференции 1918 г., выдвинувшей лозунг разжигания на Украине «второй» анархической революции. Н. Махно основную опасность видел в наступлении «кадетов» (Добровольческой армии) с юго-востока и резко отрицательно относился к антисемитизму.
В центре и на севере Украины доминировали политические течения лево-эсеровской направленности. Как и анархистские группы, партии, сформированные эсеровскими течениями, социал-демократы-незалежники и др. представители левой части украинского политического спектра, доминировавшие на Надднепрянщине, не считали существующие противоречия с большевиками антагонистическими. Идеологической основой их деятельности была концепция «трудовой нации», впоследствии обобщённая в работе Н. Шаповала «Великая революция и украинская освободительная программа». Основу национального и социального порабощения эти партии видели в господстве на Украине «чужого капитала», который «захватывает в свои руки города и власть, развивает на украинской земле чужеземную культуру для подчинения украинской», питается трудом украинских трудящихся классов и лишённой эксплуататорских классов украинской трудовой нации.
Левое крыло украинского политикума даже в самые критические моменты своего конфликта с РКП(б)-КП(б)У сохраняло большой потенциал конформистского сотрудничества с большевистским правительством и всегда было готово к неравноценным компромиссам. В таких условиях повстанчество, лишённое последовательного политического руководства, скатывалось к партизанщине и антисемитским акциям.

### Перегруппировка повстанческого движения после разгрома Григорьева
В начале июня 1919 г. антисоветское повстанческое движение на Украине оформляется в несколько районов:
- Юг — Григорьев
- Юго-восток — Махно
- Центр (Киевская, частично Полтавская, Черниговская губернии) — Зелёный
- Север — Струк
- Юго-Запад и Запад — Волынец, Ю.Тютюнник

При этом атаманы юго-западного направления ориентировались на Директорию УНР, а Григорьев прикладывал усилия к более широкому объединению антисоветских сил и установлению контактов и с УНР, и с Добровольческой армией.

### Дестабилизация советского режима на Украине

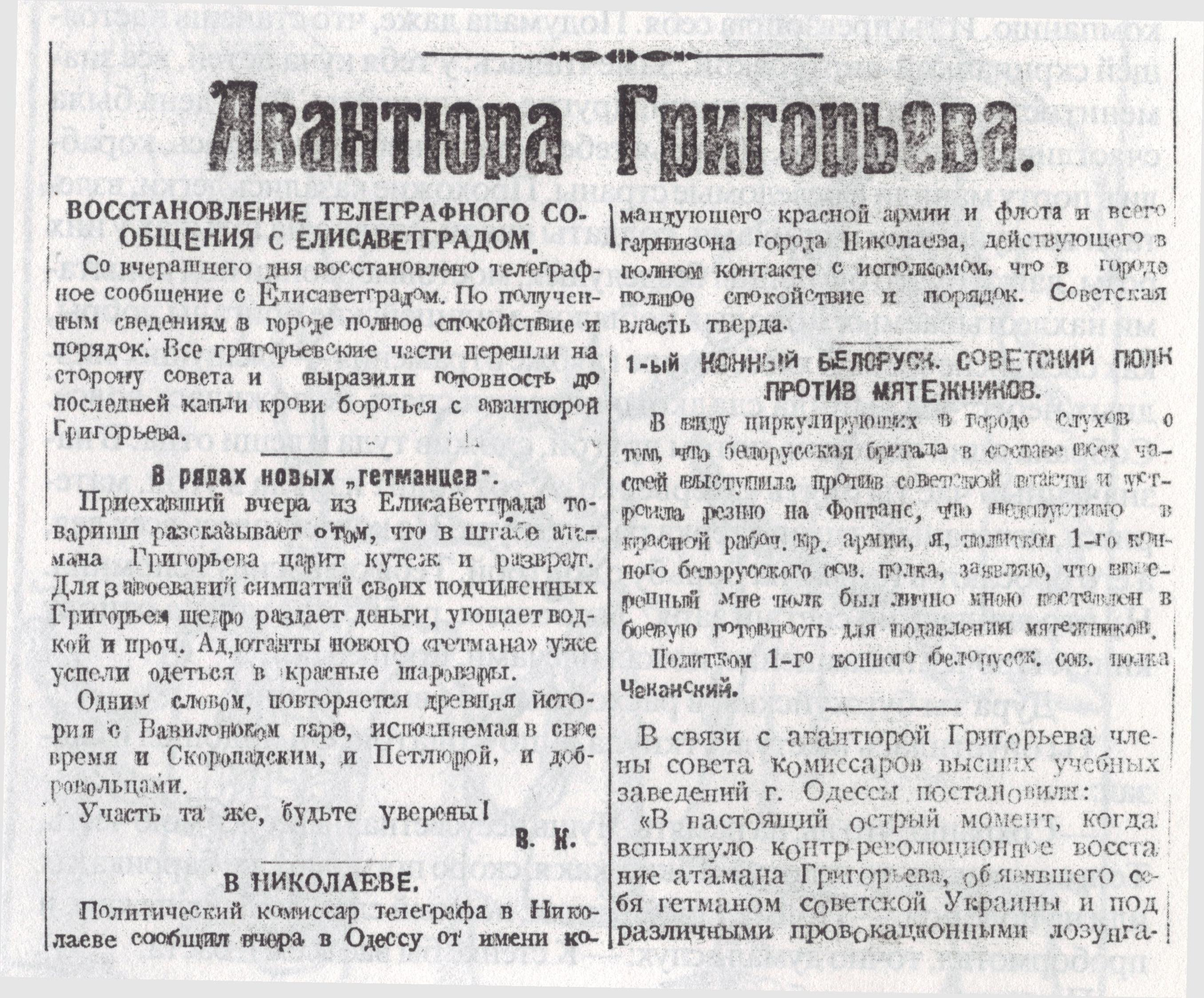
Авантюра Григорьева в советской прессе. Май 1919

В целом, григорьевское восстание не было изолированным военным мятежом. Выступление Григорьева было вызвано ростом социально-политического напряжения на селе, вызванного проведением политики «военного коммунизма» и установлением большевистской диктатуры. Действия мятежных частей спровоцировали общее крестьянское восстание против большевиков на Украине. Его размах привёл в мае 1919 г. к общему кризису режима УССР и имел переломное значение для военно-политической ситуации на Юге в целом.
Майские события изменили морально-психологическую обстановку на Украине, оказав деморализующее влияние на активистов КП(б)У и советских функционеров.
«…Население города настроено панически. Коммунисты вынуждены работать чуть-ли не в подполье. Солдаты бьют только за принадлежность к партии. Уманский коммунистический отряд был вынужден спрятать оружие и выехать в Киев. Группа местных работников, членов исполкома, евреев, также как и сотрудников ЧК эвакуировались.

Единственным способом, способным улучшить положение была бы, по моему мнению, переброска великорусских частей… в наш район. Остаётся добавить, что, разумеется, никакая работа на селе у нас сейчас невозможна, потому что ни один работник не рискнёт выехать на село, после того, как повстанцами расстреливались товарищи украинцы и русские как „жидовские наймиты“…»
из доклада в ЦК КП(б)У коммуниста Кулика из Умани, июнь 1919 г.
Создание комитетов бедноты, ячеек КП(б)У на селе, поддержание дееспособности существующих советских организаций после Григорьевского восстания оказалось проблематичным. Большевистское правительство лишилось возможности вести активные наступательные действия на внешних и «внутреннем» (направленном против крестьянского сопротивления политике «военного коммунизма») фронтах Гражданской войны на Украине.
Несмотря на разгром основных сил Григорьева, советский тыл на южном театре боевых действий РККА против ВСЮР был разрушен.
«…Куркульские банды, восстания, колокольный набатный звон, разрушенные мосты, нападения на склады, постоянные столкновения с отдельными отрядами и зверское уничтожение отдельных наших людей, связистов, продовольственников, агентов санитарной службы…»

И. Якир про ситуацию в советском тылу на Украине в июле — августе 1919 г.

## В искусстве
- Атаман Григорьев стал прототипом для главного антагониста фильма Свадьба в Малиновке, атамана Грицько.